# AMUG
Un Apple Macintosh User Group, più spesso Macintosh Users Group o, abbreviato, MUG, è un gruppo di persone che condividono una passione verso il Mac, sia dal punto di vista hardware che software o accessori.

## Caratteristiche
Le modalità di associazione, ritrovo ed organizzazione sono diverse per ogni MUG, ma il loro scopo è comune: riunirsi ed aiutarsi reciprocamente, creando un punto d'appoggio volontario dove poter porre e risolvere i piccoli e grandi problemi informatici di tutti i giorni, attraverso mailing list, convegni e, soprattutto, pizzate.